# Mahdi Sohrabi
Mahdi Sohrabi (12 de octubre de 1981) es un ciclista profesional iraní. Debutó como profesional en 2005 y tras pasar 6 años por humildes equipos iraníes en 2012 fichó por el Lotto Belisol (equipo UCI ProTour).
Entre otros logros, ha sido dos veces campeón del UCI Asia Tour (en 2009-2010 y 2010-2011) debido a ello fue uno de los corredores más deseados de cara a conseguir una licencia UCI ProTour de cara a la temporada 2012, fichándole finalmente, tras varios rumores de diferentes equipos, el Lotto Belisol. Sin embargo no dio el nivel deseado en dicho equipo UCI ProTour, en cuánto a carreras por etapas solo logró acabar las asiáticas del Tour de Catar y el Tour de Turquía, y no fue renovado pese a aún conservar gran cantidad de puntos.

## Palmarés
| 2005 - 1 etapa del Kerman Tour - 1 etapa del Tour de Azerbaiyán - Campeonato de Irán en Ruta - 1 etapa del Tour de Milad du Nour 2006 (como amateur) - 1 etapa del Tour de Milad du Nour - Campeonato Asiático en Ruta 2007 - Jelajah Malaysia (como amateur) - Kerman Tour, más 1 etapa (como amateur) - 1 etapa del Tour del Este de Java - 3 etapas del Tour de Milad du Nour - 1 etapa del Tour de Hokkaido 2008 - 1 etapa del President Tour of Iran - 3 etapas del Tour de Azerbaiyán - 2 etapas del His Excellency Gabenor of Malacca Cup (como amateur) - 2 etapas del Jelajah Negri Sembilan (como amateur) 2009 - 1 etapa de la Jelajah Malaysia - Campeonato de Irán Contrarreloj - Tour de Milad du Nour, más 2 etapas - 1 etapa del Tour de Azerbaiyán - Tour de Indonesia, más 2 etapas 2010 - Campeonato Asiático en Ruta - 1 etapa del Tour de Singkarak - Campeonato de Irán en Ruta - 2 etapas de la Vuelta al Lago Qinghai - UCI Asia Tour | 2011 - Kerman Tour, más 5 etapas - Jelajah Malaysia, más 2 etapas - 1 etapa del Tour de Taiwán - Tour de Azerbaiyán - 1 etapa de la Vuelta al Lago Qinghai - 1 etapa del International Presidency Tour - UCI Asia Tour - 2.º en el Campeonato de Irán Contrarreloj 2012 - 2.º en el Campeonato Asiático en Ruta 2013 - 1 etapa del Tour de Filipinas - 1 etapa del Tour de Singkarak - 2 etapas del Tour de Borneo 2014 - 1 etapa del Tour de Ijen 2015 - 1 etapa del Tour de Singkarak 2016 - Campeonato de Irán en Ruta 2017 - Campeonato de Irán en Ruta 2018 - 3.º en el Campeonato Asiático en Ruta 2019 - Campeonato de Irán en Ruta |

## Equipos
- Paykan (2005)
- Islamic Azad University Cycling Team (2007[7] -2008)[8]
- Tabriz Petrochemical Cycling Team (2009-2011)
- Lotto Belisol Team (2012)
- Tabriz Petrochemical Cycling Team (2013-2015)
- Tabriz Shahrdari Team (2016)
- Pishgaman Cycling Team (2017[2])
- Pishgaman Cycling Team (2018[3])